# 장재원
장재원(1998년 4월 21일 ~ )은 대한민국의 축구 선수로, 포지션은 미드필더이다. 현재 울산시민축구단에서 뛰고 있다.

## 클럽팀 경력
2020시즌을 앞두고 K리그1의 울산 현대에 입단했다.
2020 시즌 후, 자유계약으로 공시된 장재원은 2021시즌을 앞두고 울산시민축구단으로 이적하였다.

## 국가대표 경력
칠레에서 열린 2015년 FIFA U-17 월드컵에 참가했다. U-17월드컵 조별예선 첫 경기인 브라질과의 경기에서서 결승골을 넣었다.